# Ратгауспарк
Ратгауспарк (нім. Rathauspark) — зелена зона площею 40 000 м² (або 4 га), яка знаходиться під керівництвом мерії Відня.

## Історія
Парк був створений у 1873 році з ініціативи бургомістра Каетана фон Фельдера. Він був розроблений Управлінням містобудування Відня та міським садівником Рудольфом Сібеком і складається з двох симетрично розташованих частин, кожна з яких розпланована навколо фонтану. Бюджет становив 165 370 гульденів (бл. 1,5 мільйона Євро).
Бургомістр Фельдер хотів створити міський парк, який служив би місцем відпочинку для громадян. Рудольф Сібек заклав парк із великими масивами дерев і звивистими стежками. У парку симетрично встановлені два фонтани. У день укладання наріжного каменю ратуші 14 червня 1873 року Ратгауспарк був завершений.
У 1878 році Каетан фон Фельдер подав у відставку з посади бургомістра, вслід за чим міський садівник Сібек також вийшов на пенсію. Після чого архітектор Фрідріх фон Шмідт, який будував ратушу і вносив пропозиції по парку, негайно спробував переробити Ратгауспарк за допомогою архітекторів Теофіла ван Гансена, Генріха фон Ферстеля та Віденської міської ради. У 1879 році новий міський садівник Лотар Абель подав проєкт, в якому парк повинен був перетворитися на газон з композиціями кущів. Однак ці плани не вдалося здійснити, тому парк зберіг свою форму до сьогодні.

## Розташування
Парк Ратгаус розташований між ратушею і Бурґтеатром, з'єднуючі їх віссю симетрії. Від Бурґтеатру його відділяє Рінгштрассе. Між парком і ратушею лежить напівкругла частина Ратгаусплацу.
Зараз парк функціонує, з одного боку, як місце відпочинку, з іншого — він є важливою частиною культурного життя міста та подій на Ратушній площі (Ратгаусплаці).
При плануванні парку були залишені деякі дерева, які вже росли на цій ділянці. Найстаріше дерево — платан кленолистий росте на території з 1783 року. Його висота сягає 30 м, діаметр крони 21 м, а окружність стовбуру 6 м. У Ратгауспарку також є ряд екзотичних рослин, таких як софора японська, дерево гінкго та бук лісовий, який був посаджений з нагоди 50-річчя правління імператора Франца Йосифа I.

## Пам'ятники
У парку Ратхаус створено комплекс пам'ятників історичним особистостям, які внесли вагомий внесок у становлення й розвиток Австрійської держави, в її політику, науку і культуру.
- Пам'ятник Леопольду VI Славному, герцогу штирійському й австрійському.
- Пам'ятник Рудольфу IV, герцогу Австрії.
- Пам'ятник Генріху II Австрійському
- Пам'ятник Карлу Зейцу, першому федеральному президенту Австрії (1919—1920).
- Пам'ятник Карлу Реннеру, першому федеральному канцлеру Австрії після розпаду Австро-Угорської імперії і першому президенту Австрії після Другої світової війни.
- Пам'ятник Теодору Кернеру, президенту Австрії (1951—1957).
- Пам'ятник Адольфу Шерфу, федеральному президенту Австрійської республіки (1957—1965).
- Пам'ятник Ернсту Рюдігеру фон Штарембергу, австрійському фельдмаршалу.
- Пам'ятник Ніколаусу, графу Зальмському і Нойбургському.
- Пам'ятник Леопольду Карлу фон Коллоничу, австрійському й угорському кардиналу.
- Пам'ятник Йозефу Зонненфельсу, австрійському юристу й економісту.
- Пам'ятник Йогану Бернгарду Фішеру фон Ерлаху, австрійському архітектору епохи бароко.
- Пам'ятник Фердинанду Георгу Вальдмюллеру, австрійському художнику.
- Пам'ятник Йоганну Штраусу (батькові) та Йозефу Ланнеру, австрійському композитору, диригенту і скрипалю.
- Пам'ятник Ернсту Маху, австрійському фізику і філософу.
- Пам'ятник Йосифу Поппер-Лінкеусу, австрійському мислителю, вченому, письменнику і винахіднику.

Крім того, встановлено копію скульптури «Ратгаусмана», символічного охоронця ратуші, яка увінчує її центральну вежу.

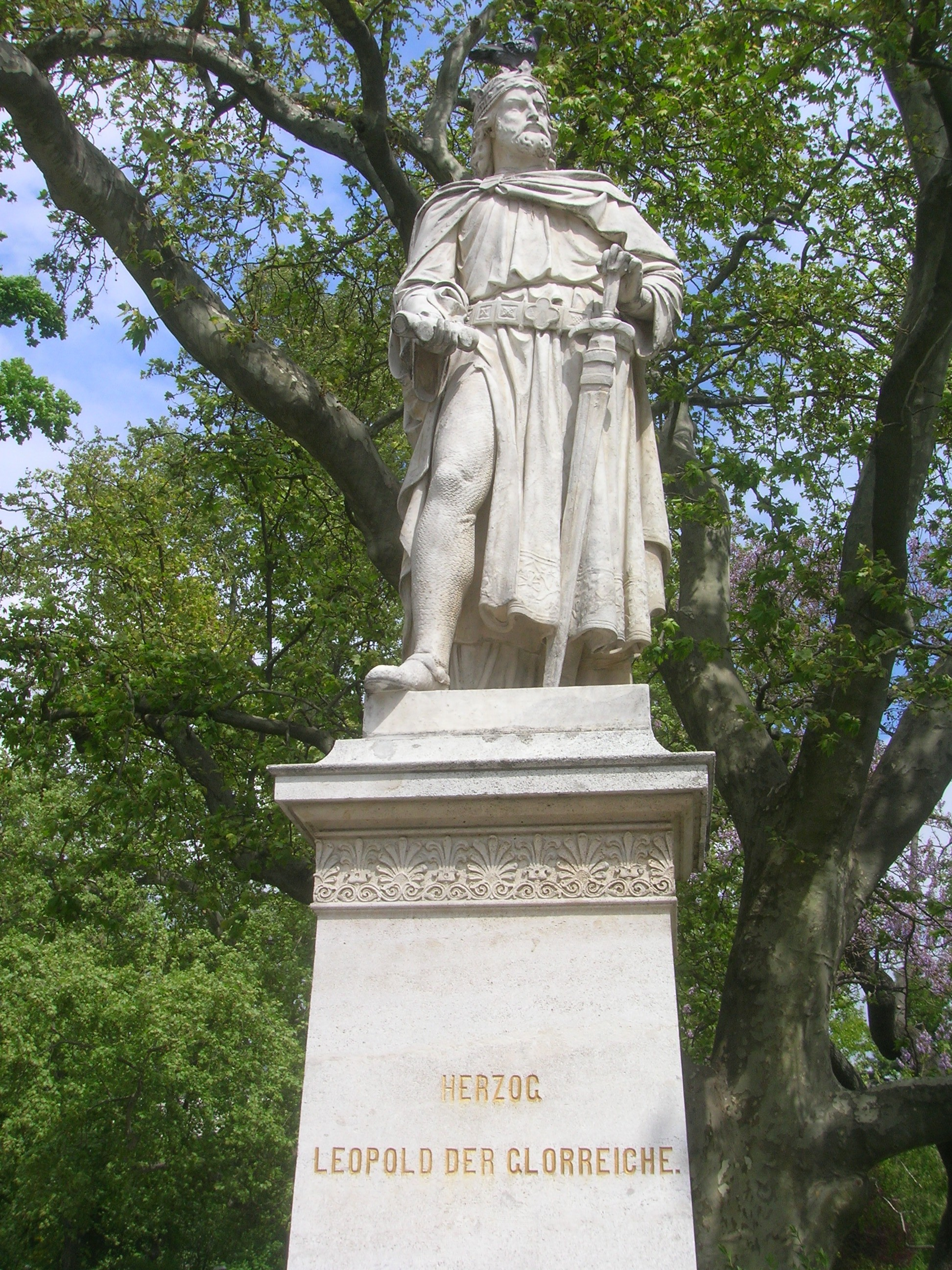
Пам'ятник Леопольду VI Славному
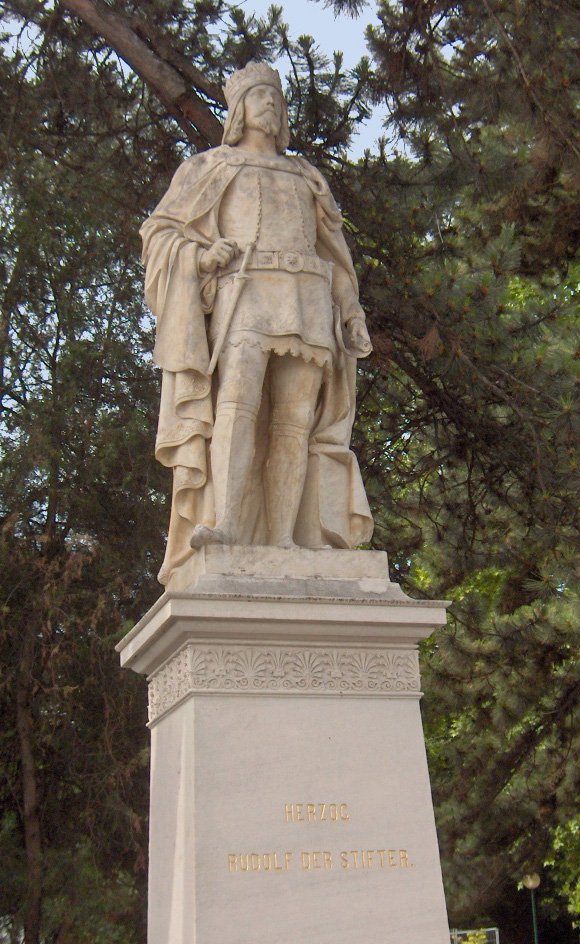
Пам'ятник Рудольфу IV
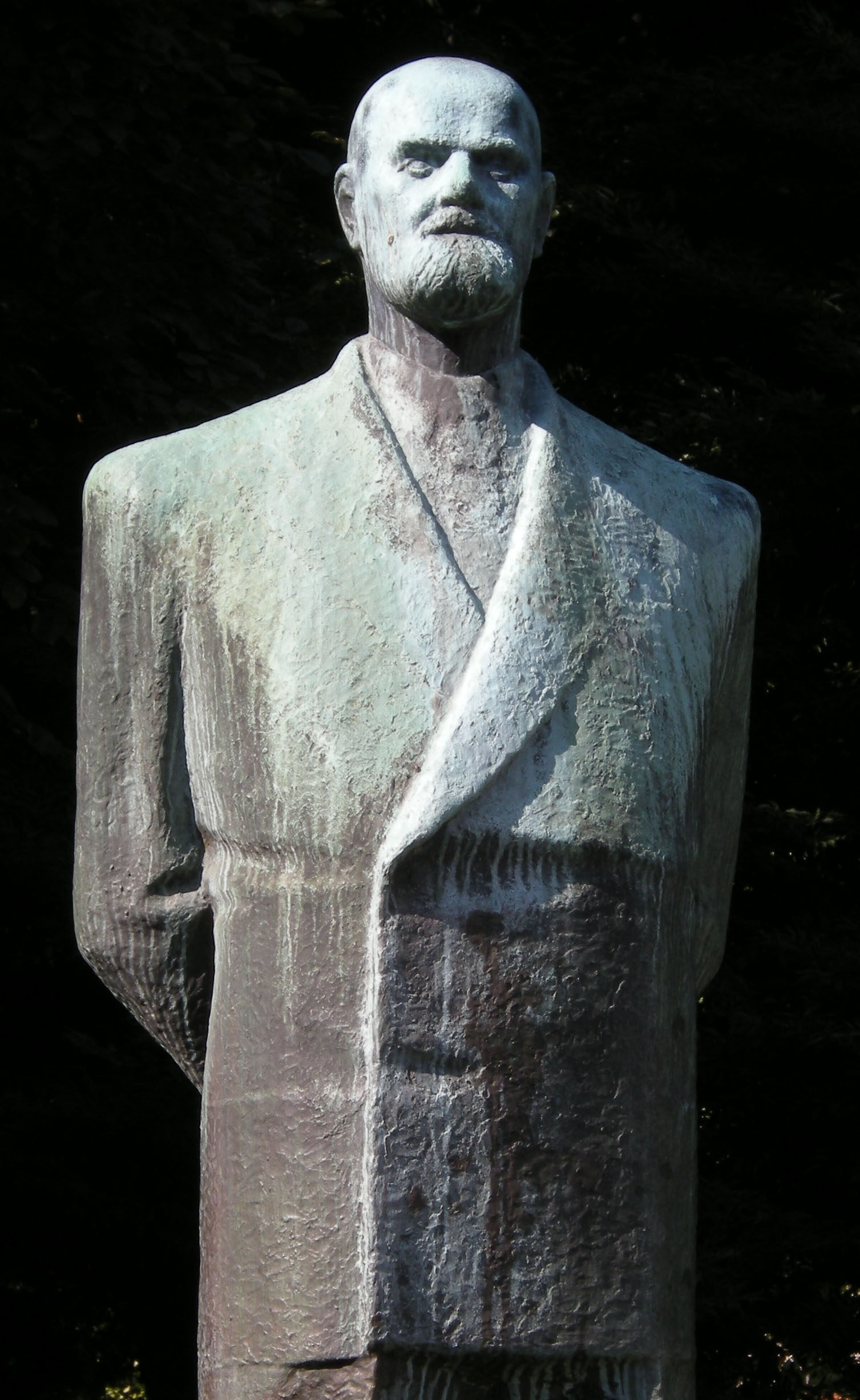
Пам'ятник Теодору Кернеру
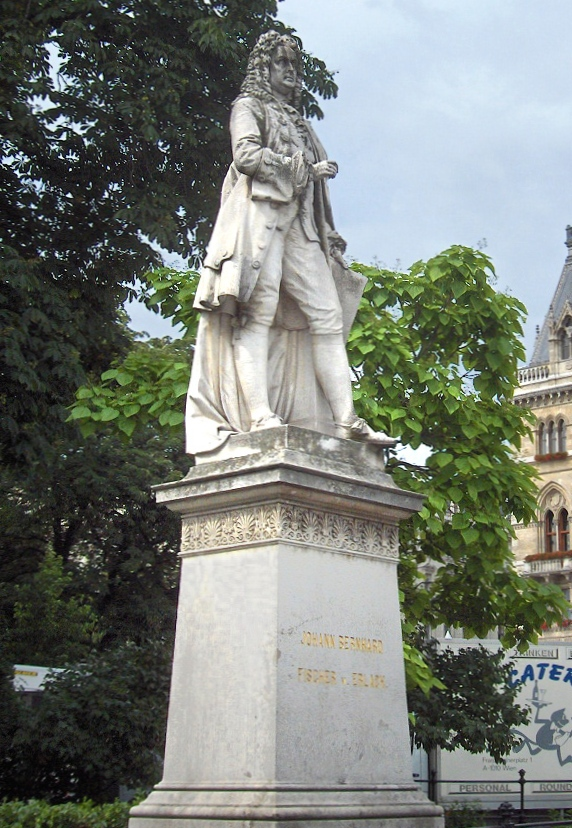
Пам'ятник Йогану Бернгарду Фішеру фон Ерлаху
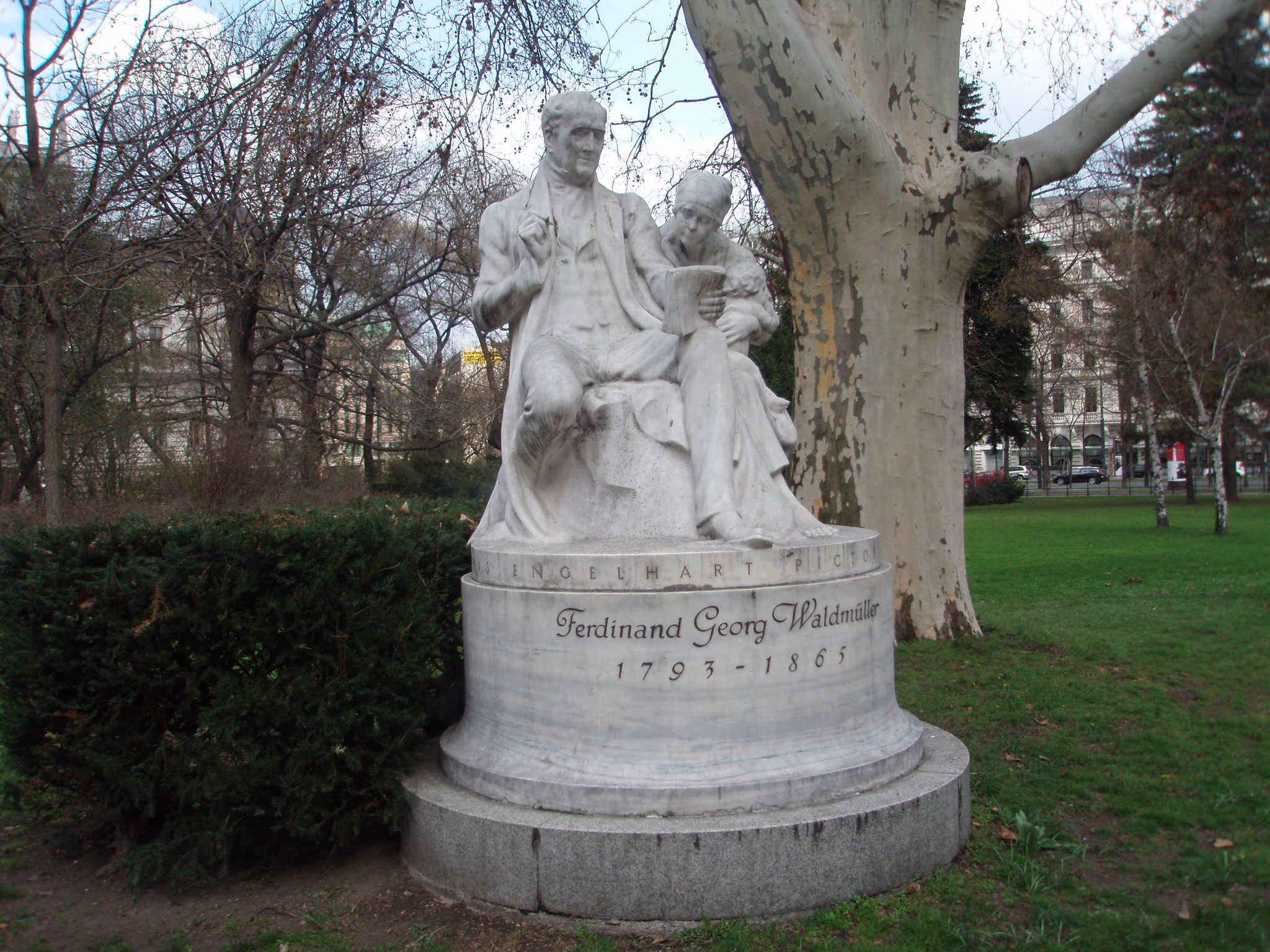
Пам'ятник Фердинанду Георгу Вальдмюллеру
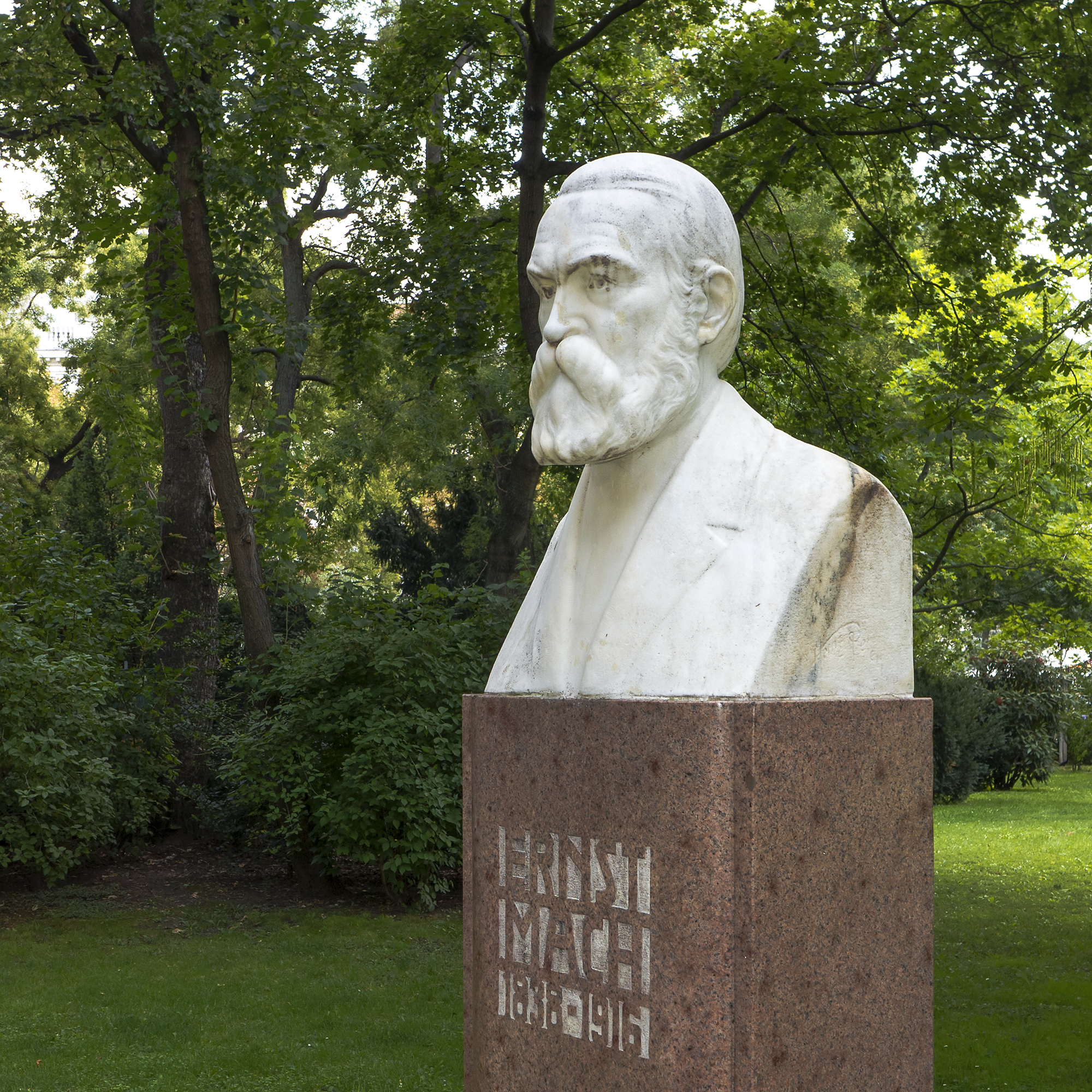
Пам'ятник Ернсту Маху

## Галерея

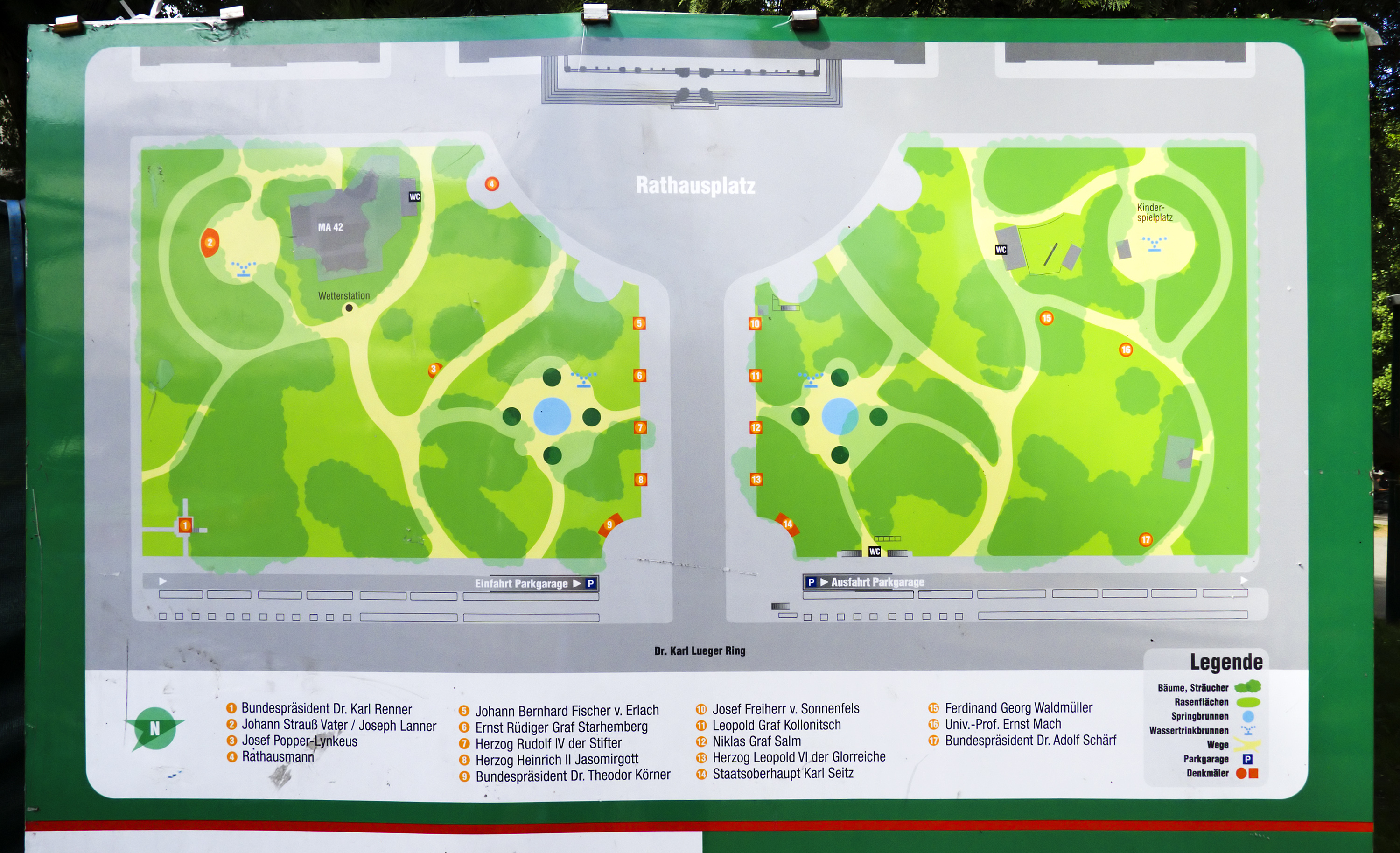
Орієнтаційний план парку
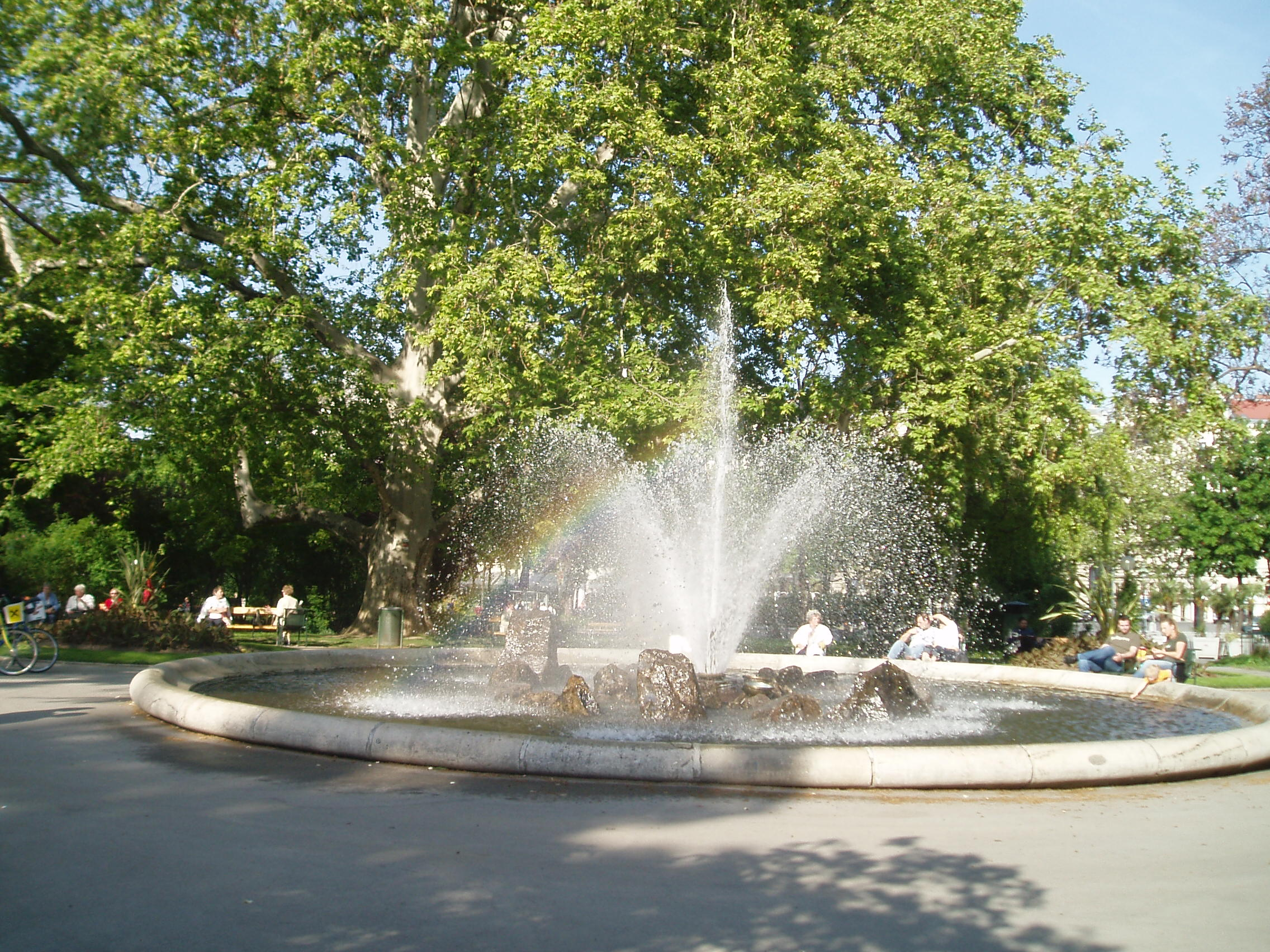
Один з двох фонтанів у Ратгауспарку
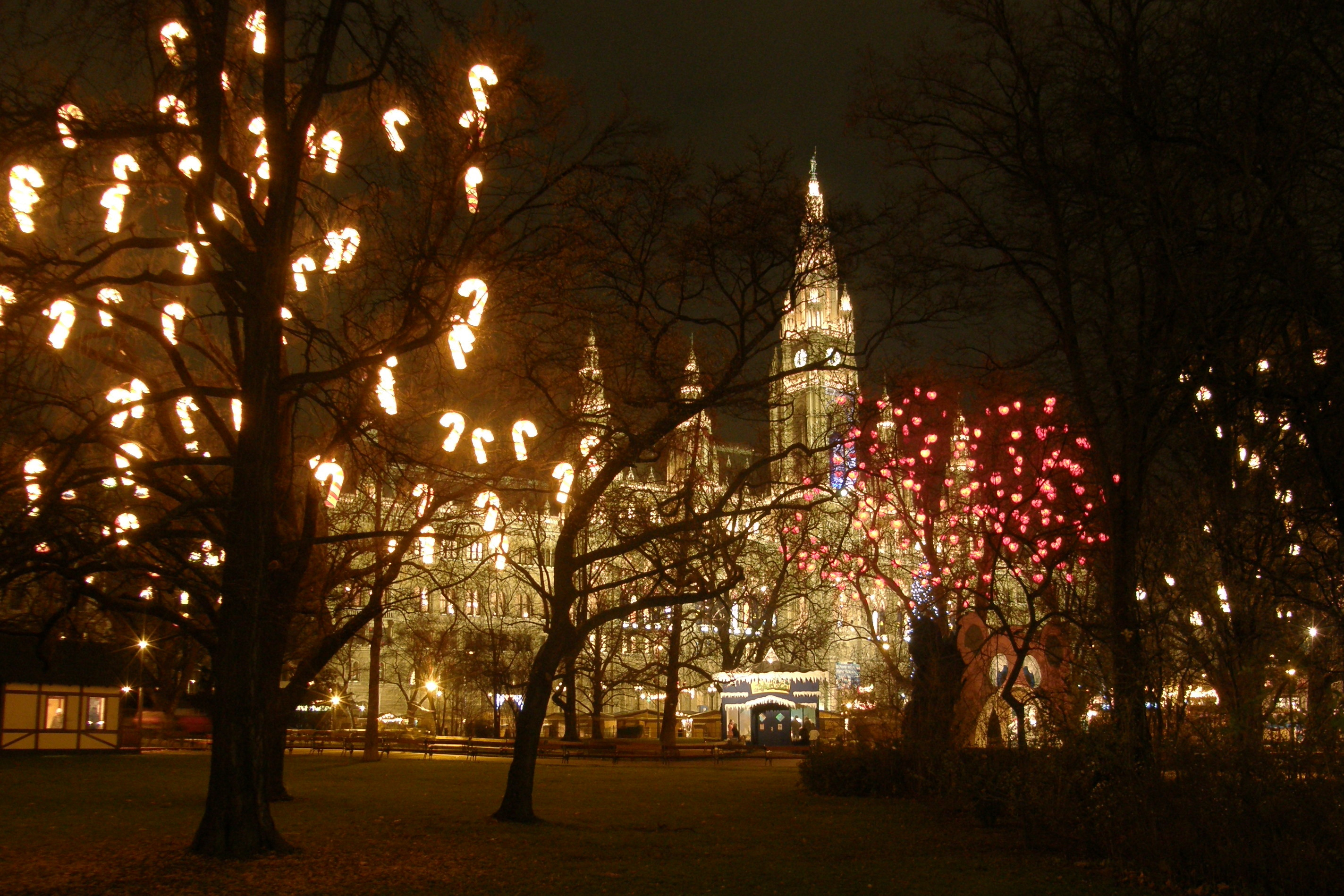
Парк Ратгаус узимку
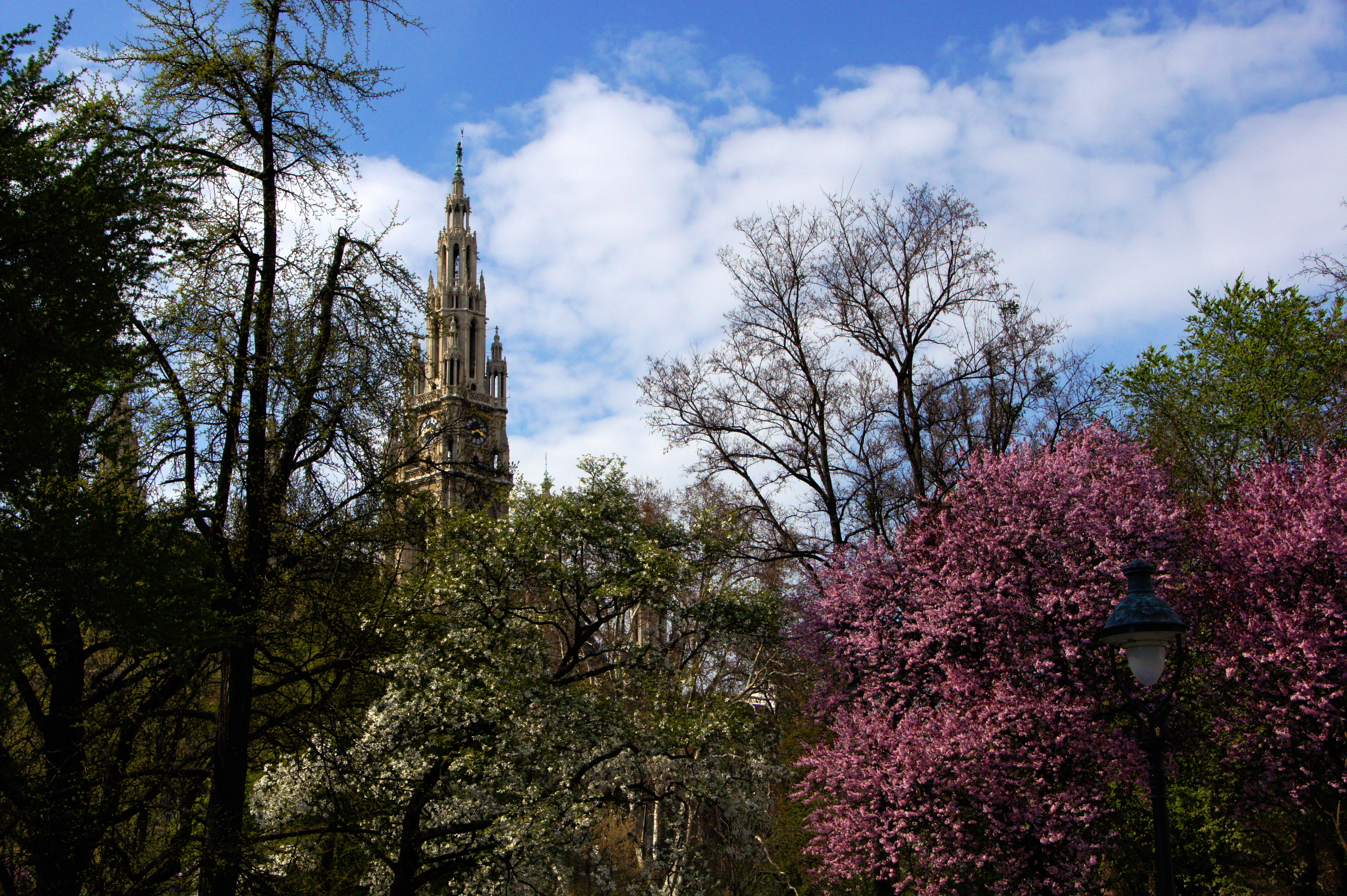
Весняне цвітіння дерев у парку
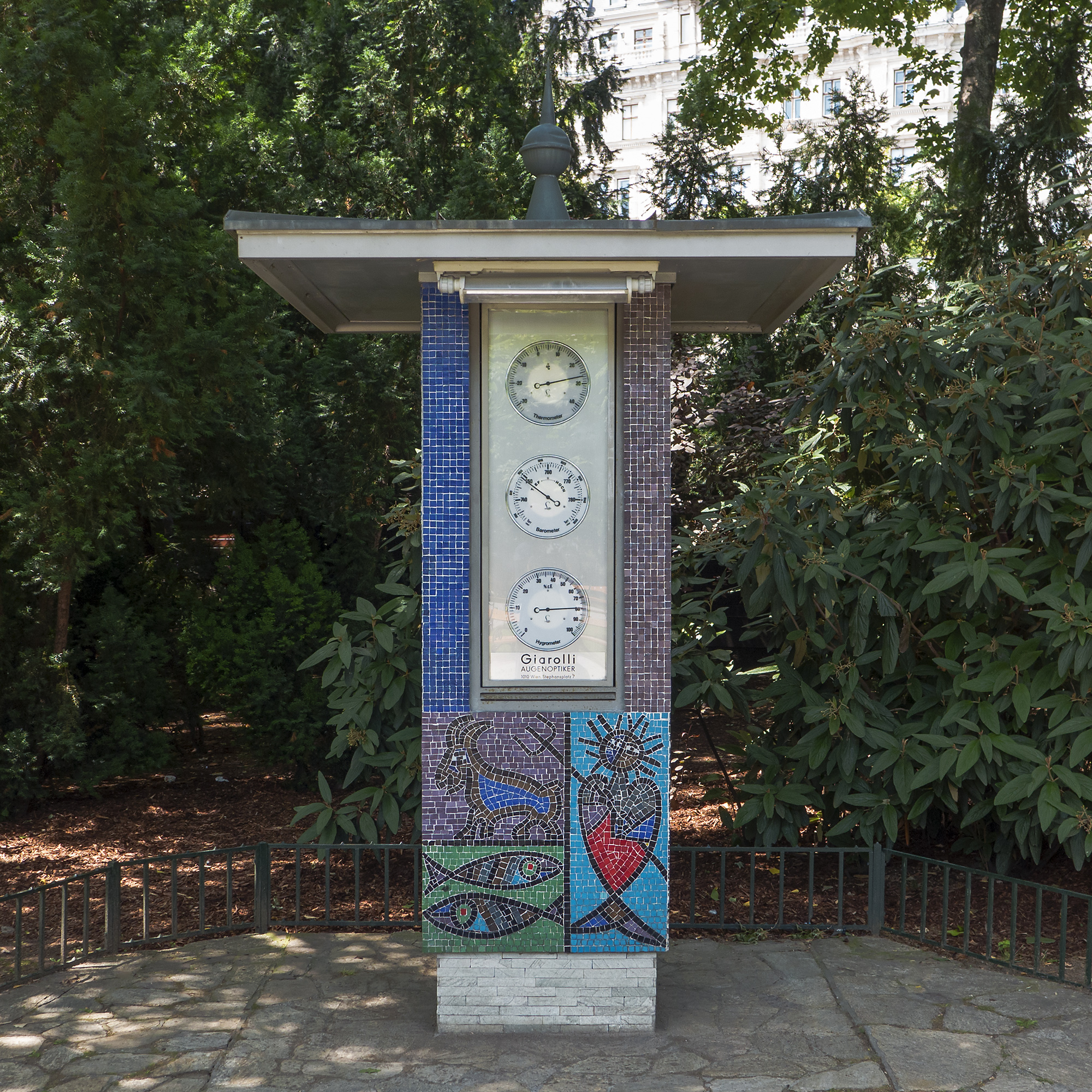
«Будинок погоди» з 12 знаками зодіаку (метеостанція)
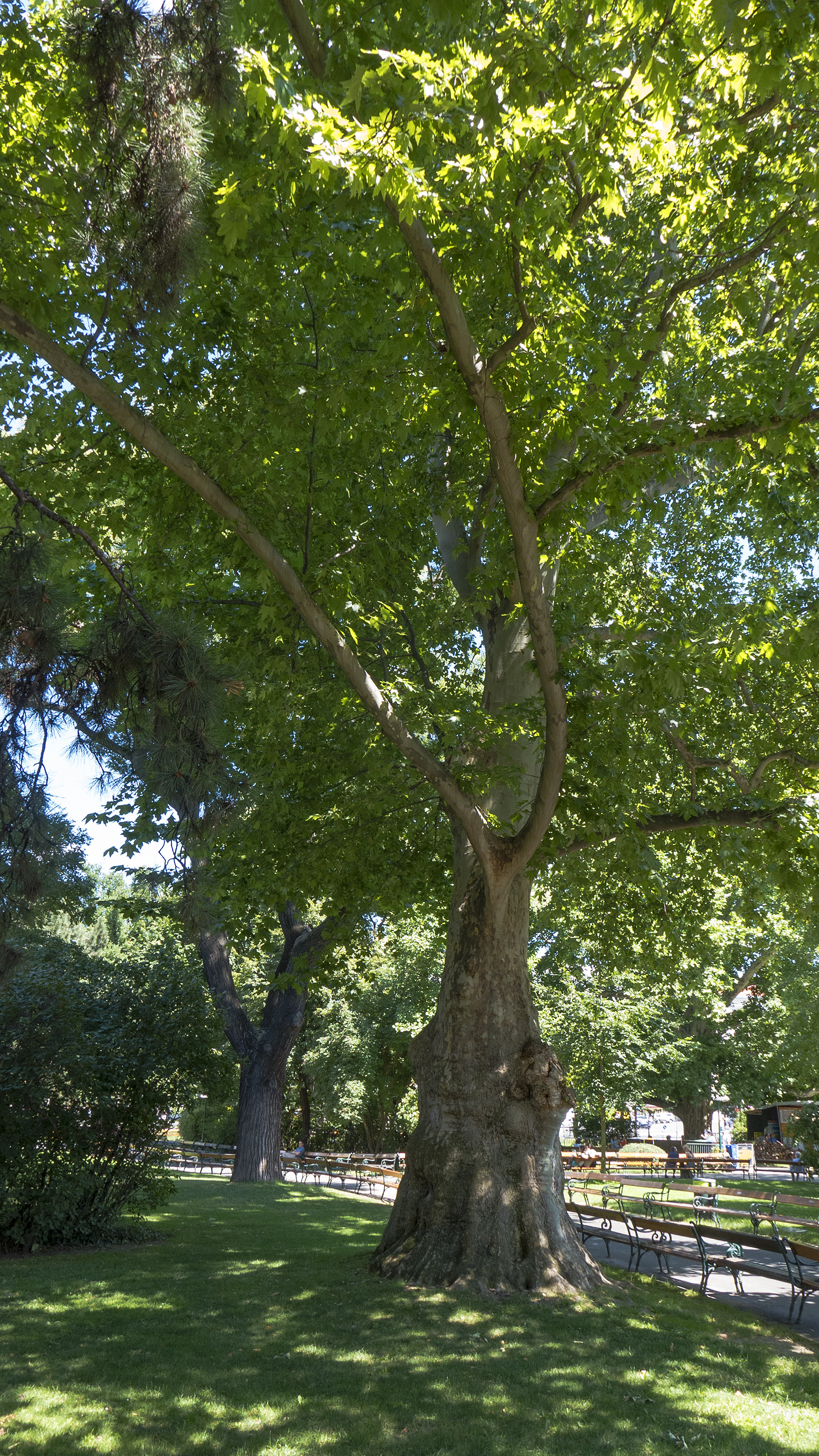
Платан, посаджений у 1783
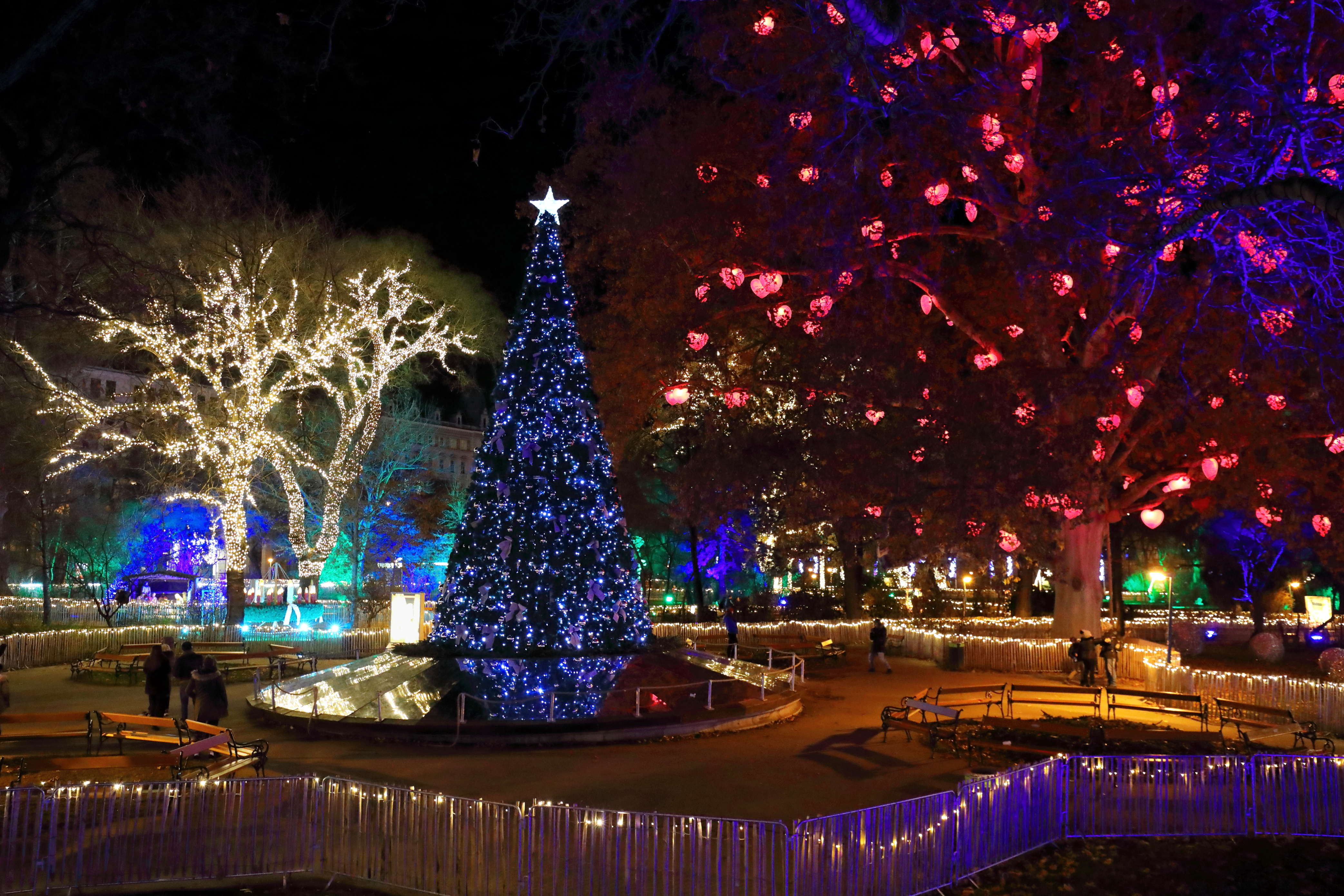
Парк Ратгаус на Різдво